# 第22回国民体育大会
第22回国民体育大会（だい22かいこくみんたいいくたいかい）は、1967年に、埼玉県の上尾市、青森県の大鰐町、栃木県の日光市、茨城県の土浦市、およびその周辺で開催された。大会テーマは清新・健康・協力。大会スローガンは成功させよう埼玉国体、まごころで迎えよう　埼玉国体。

## ハイライト
1月26日に、日光市で第22回国民体育大会冬季大会スケート・アイスホッケー競技「日光国体」が、2月16日からは、大鰐町でスキー競技会「大鰐国体」が開催。
9月17日より、川口市、戸田市で第22回国民体育大会夏季大会が開幕。ただし、ヨット競技は土浦市での開催となった。
10月22日より、上尾市で第22回国民体育大会秋季大会「清新国体」が開幕。埼玉県内27市町村（当時）で29競技が開催された。
また、宿泊施設の不足を補うために国体史上初の選手村が開設された。現在はシラコバト団地として利用されている。
天皇杯、皇后杯ともに埼玉県が優勝した。

## 大会概要
| 季    | 期間                      | 開催地                            | 競技数 | 参加者数 |
| ----- | ------------------------- | --------------------------------- | ------ | -------- |
| 冬    | 1967年1月26日 - 1月29日   | 栃木県日光市                      | 1      | 1,440    |
| 冬    | 1967年2月16日 - 2月19日   | 青森県大鰐町                      | 1      | 1,764    |
| 夏    | 1967年9月17日 - 9月20日   | 埼玉県戸田市・川口市 茨城県土浦市 | 3      | 3,785    |
| 秋    | 1967年10月22日 - 10月27日 | 埼玉県                            | 29     | 17,129   |
| 合 計 | 合 計                     | 合 計                             | 34     | 24,118   |

## 冬季大会

### スケート競技会
第22回国民体育大会冬季大会スケート競技会は、1月26日～1月29日に栃木県日光市で開催された。テーマは「飛躍、健康、友愛の日光国体」。

#### 実施競技・会場一覧
| 競技名   | 競技名         | 会場地 | 会場                                                                   |
| -------- | -------------- | ------ | ---------------------------------------------------------------------- |
| スケート | スピード       | 日光市 | 日光スケートセンター                                                   |
| スケート | フィギュア     | 日光市 | 細尾リンク、松原リンク、中禅寺リンク                                   |
| スケート | アイスホッケー | 日光市 | 古河電工アイスリンク、田母沢リンク、日光スケートセンター、中禅寺リンク |

### スキー競技会
第22回国民体育大会冬季大会スキー競技会は、2月16日～2月19日に青森県大鰐町で開催された。テーマは「親切・激励・融和」、スローガンは「成功させよう、あたたかく迎えよう大鰐国体」。

#### 実施競技・会場一覧
- スキー - 青森県大鰐町　大鰐温泉スキー場

## 夏季大会

### 実施競技
- 水泳
- 漕艇
- ヨット

## 秋季大会

### 実施競技
- 陸上競技
- サッカー
- スキー
- テニス
- ホッケー
- ボクシング
- バレーボール
- 体操
- バスケットボール
- スケート
- レスリング
- ウェイトリフティング
- ハンドボール
- 自転車競技
- ソフトテニス
- 卓球
- 軟式野球
- 相撲
- 馬術
- フェンシング
- 柔道
- ソフトボール
- バドミントン
- 弓道
- ライフル射撃
- 剣道
- ラグビー
- クレー射撃
- 高校野球

## 総合成績

### 天皇杯
- 1位 - 埼玉県
- 2位 - 東京都
- 3位 - 大阪府

### 皇后杯
- 1位 - 埼玉県
- 2位 - 東京都
- 3位 - 大阪府

## 主な出来事
- 1967年9月16日、皇太子夫妻の宿舎にあてられていた川口市立グリーンセンターに少年3人が侵入、現行犯逮捕された[5]。